# Павлов, Павел Васильевич (баптист)
Па́вел Васи́льевич Па́влов (1883—1936) — российский и советский религиозный деятель, миссионер, проповедник, председатель Коллегии Всероссийского союза баптистов, издатель журнала «Слово Истины», пресвитер Второй баптистской церкви в Москве.

## Юность
Павел родился в Тифлисе, в семье одного из лидеров российских баптистов Василия Гурьевича Павлова. В 1887 и 1891 годах его отец дважды подвергался 4-летней ссылке (в первый раз — в Оренбург, второй раз на территорию вблизи Тифлиса) за религиозные убеждения, в обе ссылки за ним отправлялись жена и дети. В 1892 году двенадцатилетняя сестра Павла, купаясь в реке, утонула, а через три недели мать, двое младших братьев и ещё одна сестра умерли в результате эпидемии холеры. Из всей семьи остались только отец и Павел.
В 1895 году Павел вместе с отцом эмигрировал в Румынию, где Василию Гурьевичу предложили служение пресвитера в русско-немецкой общине. Там, в городе Тулче, Павел обратился в сознательную веру, в 1897 году был крещён отцом и начал христианское служение.
В 1900 году отец и сын вернулись в Тифлис, где Павел поступил на трёхгодичные юридические курсы, а в поместной церкви взялся за организацию работы хора (в общей сложности он руководил этим хором 13 лет). С 1905 года Павел вместе с отцом проводил музыкально-просветительские собрания в помещениях Тифлисского Артистического общества и Никитинского цирка. В 1907 году женился на хористке Вере (Белоусовой).
В 1913 году Павел Васильевич был переведён по службе в Москву (работал в фирме «Стукен и К»), став членом Первой московской церкви ЕХБ. Здесь он по просьбе пресвитера церкви С. П. Степанова приступил к организации хора, «желательно такого же, как в Тифлисе».

## Служение в Союзе баптистов
В 1916 году Павел Васильевич был рукоположён на пресвитерское служение, с 1918 года стал руководить Второй московской церковью ЕХБ. Одновременно Павел Васильевич занимался издательской и публицистической деятельностью. После Февральской революции он вместе с Михаилом Даниловичем Тимошенко возобновил издание конфессионального журнала «Слово Истины» (прерванное в 1914 году в связи с арестом и ссылкой Тимошенко). Редакция помещалась в квартире Павла Васильевича в Дегтярном переулке, здесь всегда было многолюдно.

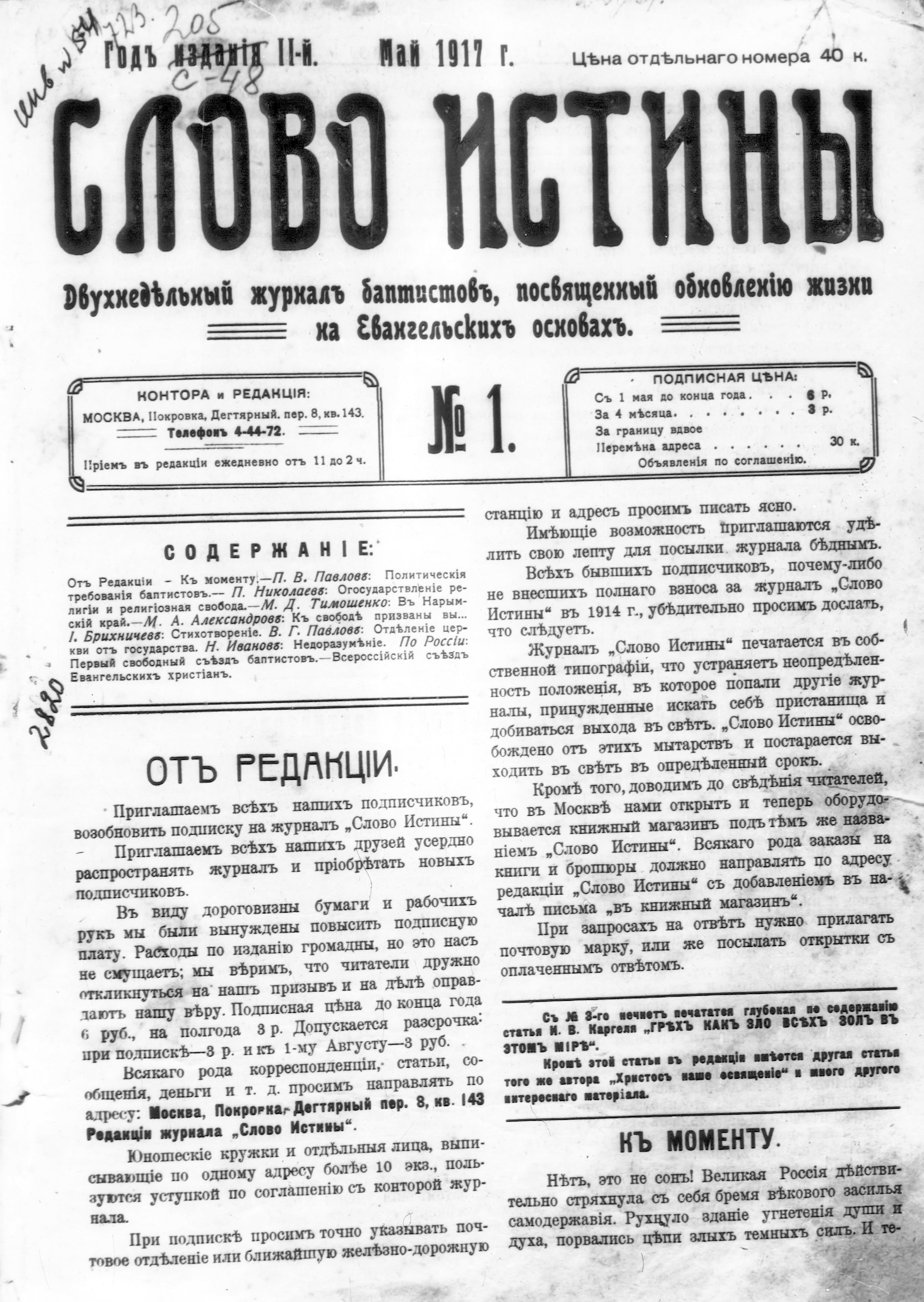
Первая страница журнала «Слово Истины» № 1, 1917, содержащего статью Павлова «Политические требования баптистов»

В марте 1917 года на собрании в Большой аудитории Политехнического музея Павел Васильевич выступил с докладом «Политические требования баптистов», позднее опубликованным в виде программной статьи в первом же номере журнала «Слово Истины». Указывая на демократические принципы баптизма, Павлов писал: «Баптисты стремятся к социализму, но не к захватному, построенному на объявлении чужой собственности своей, но учат тому, что нужно достигнуть такого нравственного совершенства, чтобы ничего земного не считать своим в смысле готовности разделить всё со своим ближним, если он в чём-либо нуждается». Ключевыми требованиями, выдвинутыми им от лица российских баптистов, были:
- свобода собраний, слова и печати
- отделение Церкви от государства
- равноправие всех граждан независимо от веры и национальности
- свобода богослужений и проповеди для всех религий, не выступающих против общей морали и государства
- отмена всех законов, карающих за преступления против религии[7].

Правление Союза баптистов СССР с представителем Всемирного союза баптистов доктором Рашбруком, 1925 год. Сидят слева направо: В. В. Скалдин, Г. И. Мазаев, Н. В. Одинцов, д-р Рашбрук, И. А. Голяев, П. В. Павлов, С. В. Белоусов. Стоят: слева Д. П. Степин, П. В. Иванов-Клышников, П. Х. Мордовин.

В 1919—1920 годах Павел Васильевич совместно с М. Д. Тимошенко, В. Г. Павловым и И. Н. Шиловым реформировали структуру управления Всероссийского союза баптистов, введя коллегиальное управление. В 1920—1924 годах он избирался в состав коллегии, а в 1923—1924 годах был её председателем.
Органы Советской власти периодически привлекали Павла Васильевича в качестве эксперта в вопросах освобождения от воинской службы по религиозным убеждениям, например, благодаря ему был освобождён от службы В. Ф. Марцинковский.
Во время голода начала 1920-х годов Павел Васильевич активно занимался гуманитарной деятельностью, создав «Отдел помощи голодающим» и инициировав обращения с воззваниями о помощи к христианам в России и на Западе. Баптистам удалось привлечь к помощи голодающим Миссию доктора Нансена, Шведский Красный Крест и Американскую администрацию помощи.
В 1923 году Павел Васильевич возглавил русскую делегацию на Третьем Всемирном Конгрессе баптистов в Стокгольме.

## Последние годы
В конце 1925 года Павел Васильевич попросил освободить его от работы во Всероссийском союзе баптистов. По мнению ряда историков, причиной тому послужило давление со стороны ГПУ. При этом он продолжал нести пресвитерское служение в церкви.
Он был арестован у себя дома 31 марта 1933 года. При аресте было конфисковано имущество, пропала библиотека. Одновременно с ним арестовали М. Д. Тимошенко и И. Г. Довгалюка, в апреле они были осуждены Особым Совещанием при Коллегии ОГПУ во внесудебном порядке на 5-летний срок северных лагерей каждый. В ходе следствия Павлов фигурировал как «глава контрреволюционной группы сектантских проповедников» и «сын фабриканта». Он умер 12 мая 1936 года в Арлюкском отделении Сиблага в Кемеровской области, — предположительно, был замучен уголовниками.